# Сан-Пера-да-Ріудабіляс
Сан-Пе́ра-да-Рі́удабі́ляс (кат. Sant Pere de Riudebitlles) - муніципалітет, розташований в Автономній області Каталонія, в Іспанії. Знаходиться у районі (кумарці) Ал-Панадес провінції Барселона, згідно з новою адміністративною реформою перебуватиме у складі Баґарії (округи) Барселона.

## Населення
Населення міста (у 2007 р.) становить 2.319 осіб (з них менше 14 років - 16%, від 15 до 64 - 65,8%, понад 65 років - 18,3%). У 2006 р. народжуваність склала 31 особа, смертність - 18 осіб, зареєстровано 6 шлюбів. У 2001 р. активне населення становило 998 осіб, з них безробітних - 54 особи.

Серед осіб, які проживали на території міста у 2001 р., 1.747 народилися в Каталонії (з них 1.261 особа у тому самому районі, або кумарці), 302 особи приїхали з інших областей Іспанії, а 37 осіб приїхало з-за кордону. 

Університетську освіту має 8,6% усього населення. 

У 2001 р. нараховувалося 731 домогосподарство (з них 16,1% складалися з однієї особи, 29,8% з двох осіб,21,8% з 3 осіб, 21,8% з 4 осіб, 6,8% з 5 осіб, 2,9% з 6 осіб, 0,7% з 7 осіб, 0,1% з 8 осіб і 0% з 9 і більше осіб).

Активне населення міста у 2001 р. працювало у таких сферах діяльності : у сільському господарстві - 2%, у промисловості - 42,2%, на будівництві - 14,2% і у сфері обслуговування - 41,6%. 

 У муніципалітеті або у власному районі (кумарці) працює 625 осіб, поза районом - 506 осіб.

### Безробіття
У 2007 р. нараховувалося 58 безробітних (у 2006 р. - 61 безробітний), з них чоловіки становили 41,4%, а жінки - 58,6%.

## Економіка

### Підприємства міста

#### Промислові підприємства
| \| Промислові підприємства міста, за сферою діяльності \| Промислові підприємства міста, за сферою діяльності \| Промислові підприємства міста, за сферою діяльності \| \| Рік \| 2002 р. \| 2001 р. \| \| --------------------------------------------------- \| --------------------------------------------------- \| --------------------------------------------------- \| \| Енергетичні та водні ресурси \| 0% \| 0% \| \| Хімія та метали \| 2,9% \| 3,3% \| \| Переробка металів \| 20,6% \| 23,3% \| \| Продукти харчування \| 11,8% \| 10% \| \| Текстиль \| 8,8% \| 6,7% \| \| Виробництво меблів, видання \| 50% \| 50% \| \| Інше \| 5,9% \| 6,7% \| \| Усього підприємств \| 34 \| 30 \| |         |         |
| Промислові підприємства міста, за сферою діяльності |         |         |
| Рік | 2002 р. | 2001 р. |
| Енергетичні та водні ресурси | 0%      | 0%      |
| Хімія та метали | 2,9%    | 3,3%    |
| Переробка металів | 20,6%   | 23,3%   |
| Продукти харчування | 11,8%   | 10%     |
| Текстиль | 8,8%    | 6,7%    |
| Виробництво меблів, видання | 50%     | 50%     |
| Інше | 5,9%    | 6,7%    |
| Усього підприємств | 34      | 30      |

#### Роздрібна торгівля
| \| Підприємства роздрібної торгівлі міста, за сферою діяльності \| Підприємства роздрібної торгівлі міста, за сферою діяльності \| Підприємства роздрібної торгівлі міста, за сферою діяльності \| \| Рік \| 2002 р. \| 2001 р. \| \| ------------------------------------------------------------ \| ------------------------------------------------------------ \| ------------------------------------------------------------ \| \| Продукти харчування \| 41,2% \| 39,4% \| \| Одяг та взуття \| 8,8% \| 9,1% \| \| Товари для дому \| 17,6% \| 18,2% \| \| Книги та періодичні видання \| 2,9% \| 3% \| \| Промислова хімічна продукція \| 8,8% \| 9,1% \| \| Продукція, пов'язана з транспортними засобами \| 0% \| 0% \| \| Інше \| 20,6% \| 21,2% \| \| Усього підприємств \| 34 \| 33 \| |         |         |
| Підприємства роздрібної торгівлі міста, за сферою діяльності |         |         |
| Рік | 2002 р. | 2001 р. |
| Продукти харчування | 41,2%   | 39,4%   |
| Одяг та взуття | 8,8%    | 9,1%    |
| Товари для дому | 17,6%   | 18,2%   |
| Книги та періодичні видання | 2,9%    | 3%      |
| Промислова хімічна продукція | 8,8%    | 9,1%    |
| Продукція, пов'язана з транспортними засобами | 0%      | 0%      |
| Інше | 20,6%   | 21,2%   |
| Усього підприємств | 34      | 33      |

#### Сфера послуг
| \| Підприємства міста, що працюють у сфері послуг, за діяльністю \| Підприємства міста, що працюють у сфері послуг, за діяльністю \| Підприємства міста, що працюють у сфері послуг, за діяльністю \| \| Рік \| 2002 р. \| 2001 р. \| \| ------------------------------------------------------------- \| ------------------------------------------------------------- \| ------------------------------------------------------------- \| \| Гуртова торгівля \| 9,4% \| 10,8% \| \| Готелі та готельний бізнес \| 15,3% \| 14,5% \| \| Транспорт та зв'язок \| 29,4% \| 31,3% \| \| Посередницькі фінансові послуги \| 3,5% \| 3,6% \| \| Послуги підприємствам \| 5,9% \| 6% \| \| Послуги фізичним особам \| 25,9% \| 24,1% \| \| Нерухомість та ін. \| 10,6% \| 9,6% \| \| Усього підприємств \| 85 \| 83 \| |         |         |
| Підприємства міста, що працюють у сфері послуг, за діяльністю |         |         |
| Рік | 2002 р. | 2001 р. |
| Гуртова торгівля | 9,4%    | 10,8%   |
| Готелі та готельний бізнес | 15,3%   | 14,5%   |
| Транспорт та зв'язок | 29,4%   | 31,3%   |
| Посередницькі фінансові послуги | 3,5%    | 3,6%    |
| Послуги підприємствам | 5,9%    | 6%      |
| Послуги фізичним особам | 25,9%   | 24,1%   |
| Нерухомість та ін. | 10,6%   | 9,6%    |
| Усього підприємств | 85      | 83      |

## Житловий фонд
У 2001 р. 4% усіх родин (домогосподарств) мали житло метражем до 59 м2, 25,6% - від 60 до 89 м2, 41% - від 90 до 119 м2 і
29,4% - понад 120 м2.

З усіх будівель у 2001 р. 31,3% було одноповерховими, 48,7% - двоповерховими, 17,1
% - триповерховими, 2,3% - чотириповерховими, 0,4% - п'ятиповерховими, 0% - шестиповерховими,
0% - семиповерховими, 0,1% - з вісьмома та більше поверхами.

## Автопарк
| \| Автомобілі, зареєстровані у місті, за призначенням \| Автомобілі, зареєстровані у місті, за призначенням \| Автомобілі, зареєстровані у місті, за призначенням \| \| Рік \| 2006 р. \| 2005 р. \| \| -------------------------------------------------- \| -------------------------------------------------- \| -------------------------------------------------- \| \| Приватні автомобілі \| 65,7% \| 66,2% \| \| Мотоцикли \| 9,5% \| 8,9% \| \| Вантажівки \| 18,1% \| 18% \| \| Трактори \| 2% \| 2,2% \| \| Автобуси та ін. \| 4,6% \| 4,7% \| \| Усього автомобілів \| 1.766 шт. \| 1.712 шт. \| |           |           |
| Автомобілі, зареєстровані у місті, за призначенням |           |           |
| Рік | 2006 р.   | 2005 р.   |
| Приватні автомобілі | 65,7%     | 66,2%     |
| Мотоцикли | 9,5%      | 8,9%      |
| Вантажівки | 18,1%     | 18%       |
| Трактори | 2%        | 2,2%      |
| Автобуси та ін. | 4,6%      | 4,7%      |
| Усього автомобілів | 1.766 шт. | 1.712 шт. |

## Вживання каталанської мови
У 2001 р. каталанську мову у місті розуміли 98,4% усього населення (у 1996 р. - 98%), вміли говорити нею 88,3% (у 1996 р. - 
91,5%), вміли читати 86,7% (у 1996 р. - 87,7%), вміли писати 63,4
% (у 1996 р. - 63,8%). Не розуміли каталанської мови 1,6%.

## Політичні уподобання
У виборах до Парламенту Каталонії у 2006 р. взяло участь 1.145 осіб (у 2003 р. - 1.219 осіб). Голоси за політичні сили розподілилися таким чином:
| \| Вибори до Парламенту Каталонії \| Вибори до Парламенту Каталонії \| Вибори до Парламенту Каталонії \| \| Рік \| 2006 р. \| 2003 р. \| \| -------------------------------------- \| ------------------------------ \| ------------------------------ \| \| Конвергенція та Єднання (CiU) \| 41,8% \| 45,9% \| \| Соціалістична партія Каталонії (PSC) \| 24,1% \| 24% \| \| Народна партія (PP) \| 3,8% \| 4,7% \| \| Ініціатива за зелену Каталонію (IC) \| 8,4% \| 3,5% \| \| Республіканська лівиця Каталонії (ERC) \| 19,7% \| 21,3% \| \| Громадянська партія (C's) \| 0,5% \| 0% \| \| Інші \| 1,7% \| 0,6% \| |         |         |
| Вибори до Парламенту Каталонії |         |         |
| Рік | 2006 р. | 2003 р. |
| Конвергенція та Єднання (CiU) | 41,8%   | 45,9%   |
| Соціалістична партія Каталонії (PSC) | 24,1%   | 24%     |
| Народна партія (PP) | 3,8%    | 4,7%    |
| Ініціатива за зелену Каталонію (IC) | 8,4%    | 3,5%    |
| Республіканська лівиця Каталонії (ERC) | 19,7%   | 21,3%   |
| Громадянська партія (C's) | 0,5%    | 0%      |
| Інші | 1,7%    | 0,6%    |

У муніципальних виборах у 2007 р. взяло участь 1.252 особи (у 2003 р. - 1.341 особа). Голоси за політичні сили розподілилися таким чином:
| \| Муніципальні вибори \| Муніципальні вибори \| Муніципальні вибори \| \| Рік \| 2007 р. \| 2003 р. \| \| -------------------------------------- \| ------------------- \| ------------------- \| \| Конвергенція та Єднання (CiU) \| 24,9% \| 14,4% \| \| Соціалістична партія Каталонії (PSC) \| 44,3% \| 56,2% \| \| Народна партія (PP) \| 3,1% \| 4% \| \| Ініціатива за зелену Каталонію (IC) \| 0% \| 0% \| \| Республіканська лівиця Каталонії (ERC) \| 27,6% \| 25,4% \| \| Громадянська партія (C's) \| 0% \| 0% \| \| Інші \| 0% \| 0% \| |         |         |
| Муніципальні вибори |         |         |
| Рік | 2007 р. | 2003 р. |
| Конвергенція та Єднання (CiU) | 24,9%   | 14,4%   |
| Соціалістична партія Каталонії (PSC) | 44,3%   | 56,2%   |
| Народна партія (PP) | 3,1%    | 4%      |
| Ініціатива за зелену Каталонію (IC) | 0%      | 0%      |
| Республіканська лівиця Каталонії (ERC) | 27,6%   | 25,4%   |
| Громадянська партія (C's) | 0%      | 0%      |
| Інші | 0%      | 0%      |